# Eleonora Evi
Eleonora Evi (Milano, 20 novembre 1983) è una politica italiana deputata del PD. È stata eletta nel  2022 con Alleanza Verdi e Sinistra, dopo essere stata dal 2014 al 2022 europarlamentare eletta con il Movimento 5 Stelle.

## Biografia
Nata e cresciuta a Milano, dopo aver conseguito la maturità scientifica studia disegno industriale con una laurea triennale al Politecnico di Milano nel 2005, quindi consegue una laurea in Design dei servizi nel 2008 sempre al Politecnico, infine prende un master in Design strategico nel 2012.
Designer freelance, per cinque anni è responsabile delle relazioni internazionali e coordinatrice didattica di corsi e master presso un ente di formazione nel campo del design.

## Attività politica

### Gli inizi ed europarlamentare

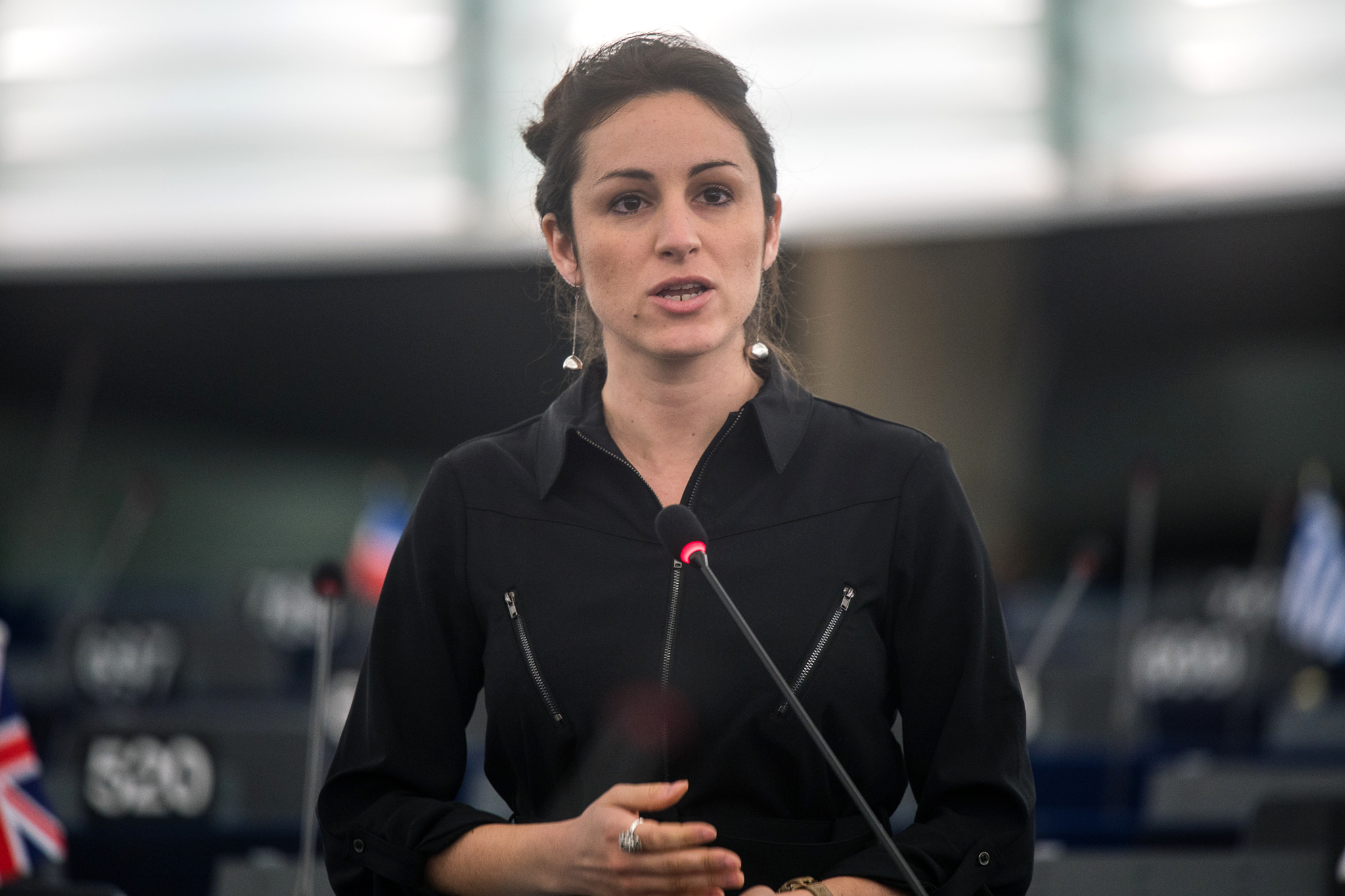
Eleonora Evi al Parlamento europeo nel 2019

Alle elezioni regionali in Lombardia del 2013 è stata candidata tra le liste del Movimento 5 Stelle (M5S), nella mozione di Silvana Carcano, ottenendo nella circoscrizione di Milano solo 340 preferenze e non risultando eletta al consiglio regionale.
Nel 2014 si candida alle elezioni europee col M5S nella circoscrizione Italia nord-occidentale ottenendo 17.927 preferenze, risultando eletta. Cinque anni dopo si candida per un secondo mandato e viene rieletta in prima posizione con 17.067 voti.

### Abbandono del M5S
Nel dicembre 2020 decide di lasciare il Movimento 5 Stelle, insieme a Piernicola Pedicini, Ignazio Corrao e Rosa D’Amato, per divergenze sul MES e sulla PAC, parlando di una decisione figlia di un "malumore" che "va avanti da diversi mesi".
Si iscrive successivamente al gruppo Verdi/ALE insieme con i suoi colleghi usciti dal Movimento 5 Stelle.

### Co-Portavoce di Europa Verde

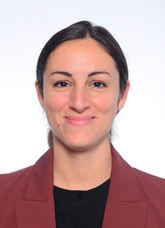
Ritratto ufficiale della deputata Eleonora Evi

Il 12 aprile 2021 aderisce ad Europa Verde, e il 10 luglio successivo ne diventa portavoce insieme ad Angelo Bonelli.
Alle elezioni politiche anticipate del 2022 viene candidata alla Camera dei deputati, tra le liste Alleanza Verdi e Sinistra (AVS) nei collegi plurinominali Lombardia 1 - 02 come capolista, Emilia-Romagna - 02 e Lombardia 1 - 01 in seconda posizione, risultando eletta deputata e lasciando il seggio UE, a cui subentra Maria Angela Danzì del M5S.
Il 30 novembre 2023 lascia la guida di Europa Verde, dichiarando contestualmente che non rimarrà nel partito, pur manifestando la volontà di restare nel gruppo parlamentare AVS da indipendente. In una lunga lettera, Eleonora Evi giustifica la sua scelta lamentando una "deriva autoritaria e autarchica" nel partito da parte dei suoi leader e considerandola frutto di una cultura patriarcale.

### Adesione al Partito Democratico
In vista delle elezioni europee del 2024 viene annunciata la sua candidatura al Parlamento europeo, nella circoscrizione nord-occidentale tra le liste del Partito Democratico, a cui due giorni dopo aderisce al gruppo parlamentare alla Camera, raccogliendo 16.096 preferenze ma piazzandosi in decima posizione e risultando non eletta.